# Armoriale dei comuni dell'Ostrobotnia Meridionale
Questa pagina contiene le armi (stemma e blasonatura) dei comuni finlandesi appartenenti alla regione dell'Ostrobotnia meridionale.
Regione dell'Ostrobotnia meridionale

## Comuni e città attuali
| Stemma | Nome del comune e blasonatura |
| ------ | --- |
|        | Alajärvi Sinisessä kentässä hopeinen aaltokoroinen tyviö (d'azzurro, alla campagna ondata d'argento) |
|        | Alavus Sinisessä kentässä nyhäkoroinen kärki, josta nousee kaarisakarainen risti; molemmat hopeaa. (d'azzurro, alla punta cannellata d'argento, da cui nasce una croce scorciata patente dello stesso) |
|        | Evijärvi Sinisessä kentässä hopeisen aaltokoroisen tyviön yläpuolella selätysten kaksi tyviöstä nousevaa hopeista kalaa, joiden varukset ovat punaiset (d'azzurro, a due pesci addossati d'argento, alettati e allumati di rosso, nascenti da una campagna ondata d'argento) |
|        | Ilmajoki Katkoisen kilven hopeisessa yläkentässä musta karhunpää edestäpäin. Sinisessä alakentässä kaksi hopeista puunuijaa ristissä, niiden alakulmassa jalkajousen muotoinen hopeinen puumerkki; jousen kaksikaarteinen virittäjä vastapalkeittain tukin päällä, yläpää kiinni jänteessä (troncato: nel 1° d'argento, al riscontro d'orso di nero; nel 2° d'azzurro, a due mazze poste in decusse, accompagnate in punta da una balestra stilizzata con una leva incurvata a Z posta in sbarra sul fusto e con l'estremità superiore che tocca la corda, il tutto d'argento) |
|        | Isojoki Mustassa kentässä hopeinen paalu, jossa punainen tähkä (di nero, al palo d'argento caricato da una spiga di rosso) |
|        | Karijoki Kynsikoroisesti katkoinen sini-hopeakilpi. (troncato cuneato incurvato di tre pezzi e due metà d'azzurro e quattro pezzi d'argento) |
|        | Kauhajoki Aaltokorokatkoisen kilven sinisessä yläkentässä kaksi hopeista puhemiehen nuijaa ristikkäin, hopeisessa alakentässä kohti katsova musta karhunpää, jonka kieli punainen (troncato ondato d'azzurro e d'argento: nel 1° due mazzuoli d'argento in decusse, nel 2° al rincontro d'orso di nero lampassato di rosso) |
|        | Kauhava (dal 2009) Sinisellä kilvellä kultainen irtonainen mantovanristi alapuolellaan kilven reunasta reunaan ulottuva punainen neliherttainen helavyö; helat ja hertat kultaa (d'azzurro, alla cintura d'oro posta in fascia e sormontata da una croce di Mantova dello stesso) |
|        | Kuortane Aaltokoroisesti katkoinen hopea-sininen kilpi, jonka yläkentässä kolme nousevaa punaista liekkiä ja alakentässä uiva hopeinen kuha. (troncato ondato d'argento e d'azzurro; nel 1° tre fiamme di rosso nascenti dalla partizione, nel 2° al lucioperca d'argento) |
|        | Lappajärvi Sinisessä kentässä hopeinen raakapurjeella ja peräsimellä varustettu vene. Alla liekkikoroinen kultatyviö. (d'azzurro, alla barca d'argento, con una vela quadrata e un timone; alla campagna fiammeggiante d'oro) |
|        | Lapua Kultakentässä musta, kävelevä, punavaruksinen karhu, jolla ratsastaa siniseen vyötettyyn mekkoon, housuihin ja paulakenkiin pukeutunut mies, pidellen oikeassa kädessään iskuun kohotettua mustaa nuijaa. (d'oro, all'orso passante di nero, armato e lampassato di rosso, cavalcato da un uomo di carnagione che indossa un vestito con cintura, dei pantaloni e scarpe con lacci il tutto d'azzurro, tenente con la mano destra alzata una clava di nero posta in fascia)                                                                                              |
|        | Seinäjoki Hopeisessa kilvessä sininen reunasta reunaan ulottuva sakaraharjainen ja juurestaan aaltokoroinen muuri. (d'argento, alla fascia d'azzurro, superiormente merlata di tre pezzi e due metà, con la base ondata e murata del campo) |
|        | Soini Punaisessa kentässä alainen, aaltokoroinen hirsi, jonka yläpuolella kruunu; kaikki kultaa. (di rosso, alla fascia abbassata ondata d'oro, sormontata da una corona dello stesso) |
|        | Teuva Sinisessä kentässä kaksi hopeista varstaa ristikkäin. (d'azzurro, a due flagelli d'argento posti in decusse) |
|        | Vimpeli Sinisessä kentässä kaksi hopeista suksea selätysten kaateisen polviorren tapaan asetettuna, saatteena niiden välissä kultainen liekki. (d'azzurro, a due sci addossati d'argento, posti in scaglione rovesciato, accompagnati da una fiamma d'oro posta in capo) |
|        | Ähtäri Sinisessä kentässä kaksi nuolta ristikkäin ja päällikkeenä paaluittain kolmas nuoli; kaikki hopeaa; saatteena kummassakin sivukulmassa kultainen viisilehtinen kukka. (d'azzurro, al fascio di frecce d'argento, accostato da due cinquefoglie d'oro) |

## Municipalità disciolte e vecchie blasonature
| Stemma | Nome del comune e blasonatura |
| ------ | --- |
|        | Alahärmä Hopeakentässä punavaruksinen karhun pää, jonka alapuolella kytösavuja kuvaava pilvikoro (d'argento, alla testa d'orso di nero armata, lampassata e illuminata di rosso; alla campagna innestata nebulosa del secondo) |
|        | Alavus Kultakentässä seisova karhu pidellen molemmin käsin päänsä yläpuolella pitkällään olevaa tynnyriä, jonka ylälaidassa olevasta tapinreiästä nousee liekki; kaikki mustaa, paitsi karhun varukset ja tynnyristä nouseva liekki punaiset (d'oro, all'orso ritto di nero, armato e lampassato di rosso, tenente alto sul capo un barile anch'esso di nero, dal cui bordo superiore esce una fiamma di rosso) |
|        | Jalasjärvi Sinisessä kentässä kaksi hopeista, punanorkkoista koivua. (d'azzurro, a due betulle sradicate d'argento, ciascuna con tre infiorescenze di rosso) |
|        | Jurva Sinisessä kentässä hopeinen siivitetty höylä, saatteena kilven kummassakin kulmassa ja alaosassa kulta-apilat. (d'azzurro, alla pialla alata d'argento, accompagnata da tre trifogli d'oro, due in capo e uno in punta) |
|        | Kauhava Sinisessä kentässä kultainen, hopeahelainen tuppipuukko kärki alaspäin, saatteena sen kummallakin puolella kaksi kultaista tulusrautaa. (d'azzurro, al pugnale d'argento, manicato d'oro, col fodero dello stesso con la punta d'argento rivolta in basso, accostato da quattro ferri da fucile d'oro)                                                                                                  |
|        | Kortesjärvi Hopeakentässä tyviö, jonka yläpuolella Mantovan risti; molemmat vihreitä. (d'argento, alla croce scorciata patente di verde; alla campagna dello stesso) |
|        | Kurikka Hopea-sinikatkoisen kilven yläkentässä sininen hirvenpää, jonka kieli ja hampaat punaiset; alakentässä kaksi hopeista piikkinuijaa ristikkäin. (troncato d'argento e d'azzurro; nel 1° una testa d'alce d'azzurro, dentata e lampassata di rosso, nel 2° due stelle del mattino d'argento in decusse)                                                                                                   |
|        | Lehtimäki Sinisessä kentässä kolmoisvuori, josta nousee viisilehtinen oksa, kaikki kultaa. (d'azzurro, al monte di tre cime movente dalla punta, da cui nasce un tronco con cinque foglie, il tutto d'oro) |
|        | Nurmo Vihreässä kentässä alasin, saatteena sen ympärillä neljä kulkusta, asetettuina 1+2+1; kaikki hopeaa. (di verde, all'incudine accantonata da quattro campanelli posti 1, 2 e 1, il tutto d'argento) |
|        | Peräseinäjoki Hopeakentässä painanteisen pilvikoron rajoittama sininen lakio ja neljä nousevaa punaista liekkiä (d'argento, a quattro fiamme di rosso nascenti dalla punta; al capo nebuloso d'azzurro) |
|        | Seinäjoen maalaiskunta Sinisessä kentässä kolme hirsittäistä hopea-avainta alatusten (d'azzurro, a tre chiavi d'argento poste in fascia l'una sull'altra) |
|        | Töysä Sinisessä kentässä nyhäkoroinen kärki, josta nousee kaarisakarainen risti; molemmat hopeaa. (d'azzurro, alla punta cannellata d'argento, da cui nasce una croce scorciata patente dello stesso) |
|        | Ylihärmä Hopeakentässä lakio ja äessäleikkö; molemmat siniset. (d'argento, cancellato ad erpice d'azzurro, al capo dello stesso) |
|        | Ylistaro Vihreässä kentässä kaksihaarainen kultalyhde. (di verde, al covone biforcato e legato d'oro) |